# 소성후
소성후 왕공(邵城侯 王珙, 생몰년 미상)은 고려 시대의 왕족이다. 고려 제15대 숙종(肅宗)의 증손자이며, 대방공 왕보(帶方公 王俌)의 손자이다. 성은 왕(王), 본관은 개성(開城), 이름은 공(珙)이다.

## 생애
소성후 왕공의 생몰년은 확실치 않으며, 왕유(王瑜)와 (통의후의 딸인) 왕씨 사이에서 태어났다. 왕공은 성품이 탐욕스럽고 비루하여 저잣거리의 물건을 살 때면 매양 가노(家奴)를 보내어 값을 쳐주지 않고 억지로 빼앗아 오게 하였다. 땔나무나 채소, 과일같은 하찮은 물건까지도 모조리 그런 식으로 빼앗았으며, 혹 장사꾼들이 값을 받으려 하면 그때마다 두들겨 맞고 모욕을 당하니, 백성들이 매우 고통스럽게 여겼다.
어느 날은 추밀부사(樞密副使) 조원정(曹元正)의 가노가 저잣거리에 가서 죽은 꿩 두 마리를 팔려 하자 왕공의 종이 그것을 강탈해 버린 일이 생겼다. 그러자 조원정은 자기 가노가 서대(犀帶) 두 개를 지니고 저잣거리를 지나다가 왕공의 가노에게 강탈당했으니 돌려받게 해달라고 법관에게 무고하였다. 법관이 그 가노를 가두고 매우 혹독하게 문초하자 가노는 거짓 자백을 하였고, 이에 따라 왕공도 응당 같이 죄를 뒤집어쓰게 되었다. 할 수 없이 왕공이 백금 여섯 근을 조원정에게 주고서야 죄를 면했는데, 그 이야기를 들은 사람들은 조원정의 망녕된 짓거리를 미워하면서도 왕공이 봉욕을 당하고 한풀 꺾인 것을 시원해 하였다. 그가 48세 되던 해 등창이 나 죽게되자 개경의 사람들은, “우리가 이제 살 길이 트였구나!”라며 기뻐하였다고 한다.
왕공은 당숙 인종(仁宗)의 딸 영화궁주(永和宮主)와 혼인하여 창화후 왕우(昌化侯 王祐)와 왕선(王璿, ?~1216)의 두 아들을 두었다. 왕우는 명종(明宗)의 딸인 수안궁주(壽安宮主)와 혼인하여 창화후(昌化侯)에 책봉되었고, 신종이 즉위한 후에는 수사도(守司徒)·상주국(上柱國)의 관작을 받았다. 그 아들인 왕현(王泫)은 수사공(守司空)을 지냈다.
왕선은 수사도·주국(柱國)을 지냈는데, 사람됨이 물욕이 적고 불교에 심취하여 집안 살림을 돌보지 않았다. 고종 3년(1216)에 졸하였는데 졸한 후, 남은 두 딸은 집안이 가난하여 시집도 못 가고 아버지 장례도 치르지 못하였다. 그런 사정을 보고 최충헌(崔忠獻)이 왕에게 보고하여 관청의 경비로 장례를 치르게 해주었다.

## 가족 관계
- 증조부 : 고려 제15대 숙종(肅宗, 1054~1105 재위: 1095~1105)
- 증조모 : 명의왕태후 유씨(明懿王太后 柳氏, ? ~1112)
  - 조부 : 대방공 보(帶方公 俌, ? ~1128)
    - 아버지 : 유(瑜, ? ~1141)

  - 외조부 : 통의후 교(通義侯 僑, 1097~1119)
    - 어머니 : 왕씨(王氏)
      - 부인 : 인종(仁宗)의 딸 영화궁주(永和宮主, 1141~1208)
        - 아들 : 창화후 우(昌化侯 祐)
        - 며느리 : 명종(明宗)의 딸 수안궁주(壽安宮主, ? ~1199)
          - 손자 : 현(泫)

        - 아들 : 선(璿, ?~1216)
          - 손녀 : 왕씨(王氏)
          - 손녀 : 왕씨(王氏)